# エリック (ロボット)

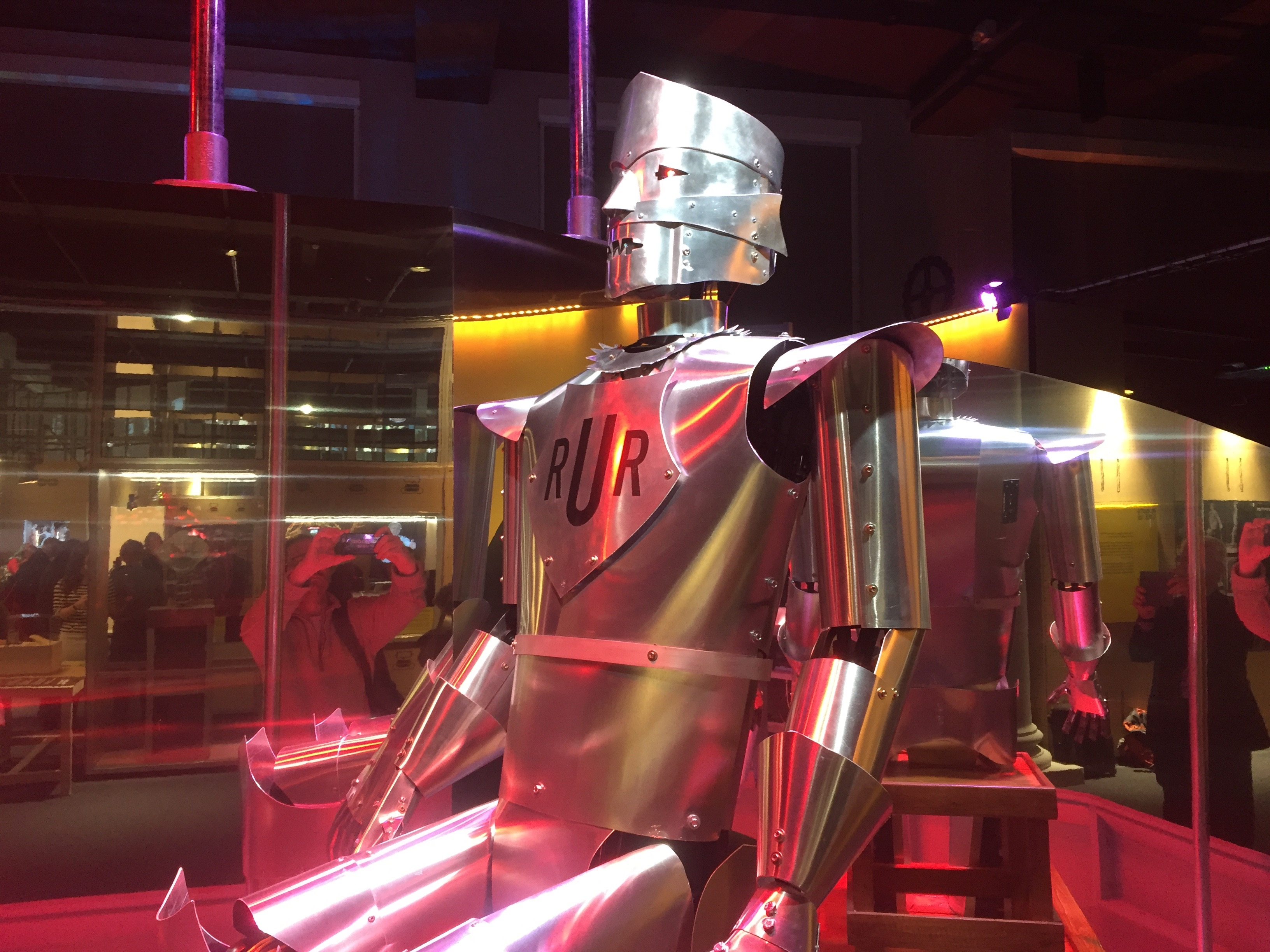
2017年に再復元されたエリック

エリック（英: Eric(英語版)）は、イギリスで製作されたロボットあり、世界初のヒューマノイドとされる。1928年に第一次世界大戦の退役陸軍軍人であるウィリアム・リチャーズ（William Richards）大尉と航空機エンジニアのアラン・リッフェル（Alan Reffell）によって製造された。

## 概要
このロボットは、1928年のロンドンのen:Royal Horticultural HallでのExhibition of the Society of Model Engineersのために作られた。この展示会の幹事であったRichardsは、ジョージ6世（後のヨーク公）が会をキャンセルしたことに憤り、彼の代わりに公爵位に付くための「スズでできた人」を作ることを申し出たという経緯があった。このイベントの開会時に、エリックは自分の足で立ち上がり、お辞儀をし、4分間の開会の挨拶を話した。
このロボットは二人の人間によって操縦され、エリックの声は無線信号を受信し発せられた。この無線技術はマルコーニ・カンパニーのライセンスされていた。エリックは座ったり立ったりすることはできたが、歩くための足の動作をするようにはできていなかった。彼の胸部には、カレル・チャペックの1920年の小説R.U.R.に登場するロボットの名前である"R.U.R."の文字が銘打たれていた。
ロンドンでの初登場の後、エリックはアメリカツアーに連れて行かれ、1929年にニューヨークにて聴衆に向かって「魂を持たない人間、ロボットのエリックです (Eric the robot, the man without a soul)」と自己紹介を行った。en:New York Pressは、エリックを評して「完全な人間 (the perfect man)」と記した。その後いつか、エリックは紛失した。エリックの情報を調査しているサイエンス・ミュージアム・ロンドンのキュレーターBen Russellは、爆破されたのか分解されて部品が再利用されたのか、どうして彼が紛失したのかは不明のままであると語った。
2016年、サイエンス・ミュージアム・ロンドンはエリックを再構築するための資金をKickstarterのキャンペーンを通じて資金を募った。イラストレイテド・ロンドン・ニュースに掲載された当時の写真など記録保管資料に基づいて再製造されたエリックはこのミュージアムの常設展に加えられ、また2017年のロボット展でも飾られた。

## ジョージ

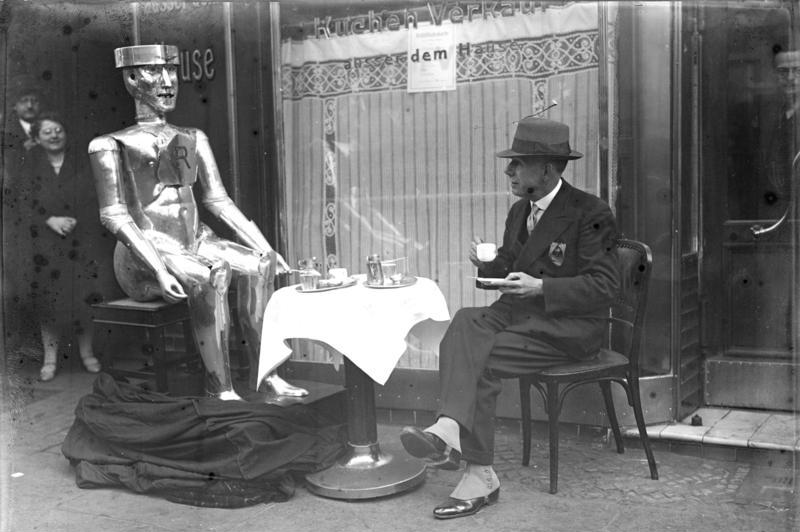
Ericの後継モデルGeorge。1930年にベルリンにおいて発明者のWilliam Richardsとともに朝食をとる。

1930年代、William Richardsは類似のロボット、"ジョージ" (George) を製造した。このロボットは、ドイツやオーストリアなど世界をツアーした。ジョージはフランス語、ドイツ語、デンマーク語、ヒンドゥスターニー語、中国語でスピーチを行うことができた。エリックの製造費は£140であったのに対し、ジョージの製造費は£2,000であった。ジ・エイジ紙はジョージを「粗暴で気まずい兄弟を持つ、学のある紳士 (the educated gentleman, alongside his rough-hewn awkward brother)」と記した。